# Petr Kaman
Petr Kaman (29. června 1895 Brno – 7. srpna 1942 Věznice Plötzensee) byl československý legionář, důstojník a odbojář z období druhé světové války popravený nacisty.

## Život

### Mládí a první světová válka
Petr Kaman se narodil 29. června 1895 v Brně v rodině kočího Františka Kamana a Marie, rozené Večeřové. Vystudoval reálnou školu a byl zaměstnán jako železniční úředník. Během první světové války bojoval na italské frontě, kde 24. října 1918 padl v hodnosti poručíka do zajetí. Do Československých legií byl přijat 23. listopadu téhož roku. Během ani ne měsíčního působení v italských legiích sloužil v telegrafní rotě v hodnosti podporučíka a tuto odbornost rozvíjel i po návratu do Československa, kde pokračoval v armádní službě.

### Mezi světovými válkami
Po návratu do vlasti pokračoval Petr Kaman v armádní službě, kariérně stoupal, v roce 1926 se stal velitelem telegrafní roty a v roce 1933 řádným profesorem vojenského telegrafního učiliště v Turnově. V roce 1929 se oženil s učitelkou Emilií Hrčkovou (1901-1974). Manželům se v roce 1934 narodil syn Pavel (1934-2013), budoucí inženýr.

### Druhá světová válka
Po německé okupaci v březnu 1939 a rozpuštění československé armády byl Petr Kaman kvůli předpokládanému zaměření v ilegální Obraně národa umístěn u stavebního telegrafního úřadu v Brně. Stal se členem jejího zemského vedení a ve spolupráci s Karlem Štolcem navázal telegrafní spojení s pražským ústředím. Za svou činnost byl dne 3. prosince 1939 zatčen gestapem, vězněn na Špilberku, Breslau, Wohlau, Dietzu a v berlínské věznici Alt Moabit. Lidovým soudem byl odsouzen k trestu smrti a 7. srpna 1942 popraven gilotinou v další berlínské věznici Plötzensee. Ve stejný den byl popraven i Karel Štolc.

## Posmrtná ocenění
- Po Petru Kamanovi byla v roce 1971 v brněnském Králově Poli pojmenována jedna z ulic.[4]